# Френкель Яків Ілліч
Я́ків Іллі́ч Фре́нкель  (*20 лютого 1894, Ростов-на-Дону — †23 січня 1952, Ленінград) — радянський вчений-фізик.

## Біографія
Закінчив Санкт-Петербурзький університет. Весною 1917 р. сім'я переїхала до Криму. Френкель Яків Ілліч взяв участь в організації Таврійського університету, де працював до 1921.
У 1921 повернувся в Петроград і до кінця життя працював у Фізико-технічному інституті як керівник теоретичного відділу.
Одночасно викладав у Політехнічному інституті, де 30 років очолював кафедру теоретичної фізики.
З 1929 р. — член-кореспондент Академії наук СРСР.
У 1930—1936 рр. Френкель створив квантову теорію електричних та оптичних властивостей діелектричних кристалів.
Вніс суттєвий внесок у кінетичну теорію рідин. Вивчав кінетику фазових переходів, адсорбцію, гетерофазні флуктуації.
Світове визнання отримали роботи Френкеля в галузі електродинаміки точкового електрона і електрона, що обертається; релятивістські узагальнення квантомеханічних рівнянь. Нові ідеї Френкель вніс у геофізику. Розробляв теорію атмосферної електрики, вивчав природу земного магнетизму.
Серед учнів Френкеля — український фізик, видатний спеціаліст з теорії твердого тіла А. Г. Самойлович, український фізик-теоретик Глауберман Абба Юхимович.

## Зображення

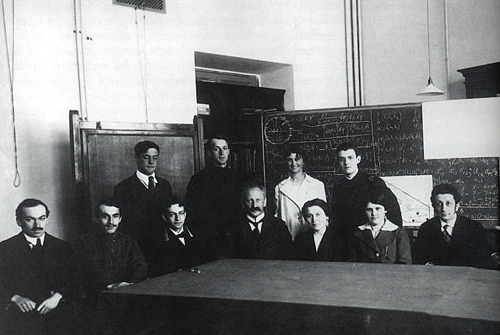
Я. Френкель серед учасників семінару А. Ф. Йоффе (крайній зліва). 1915.
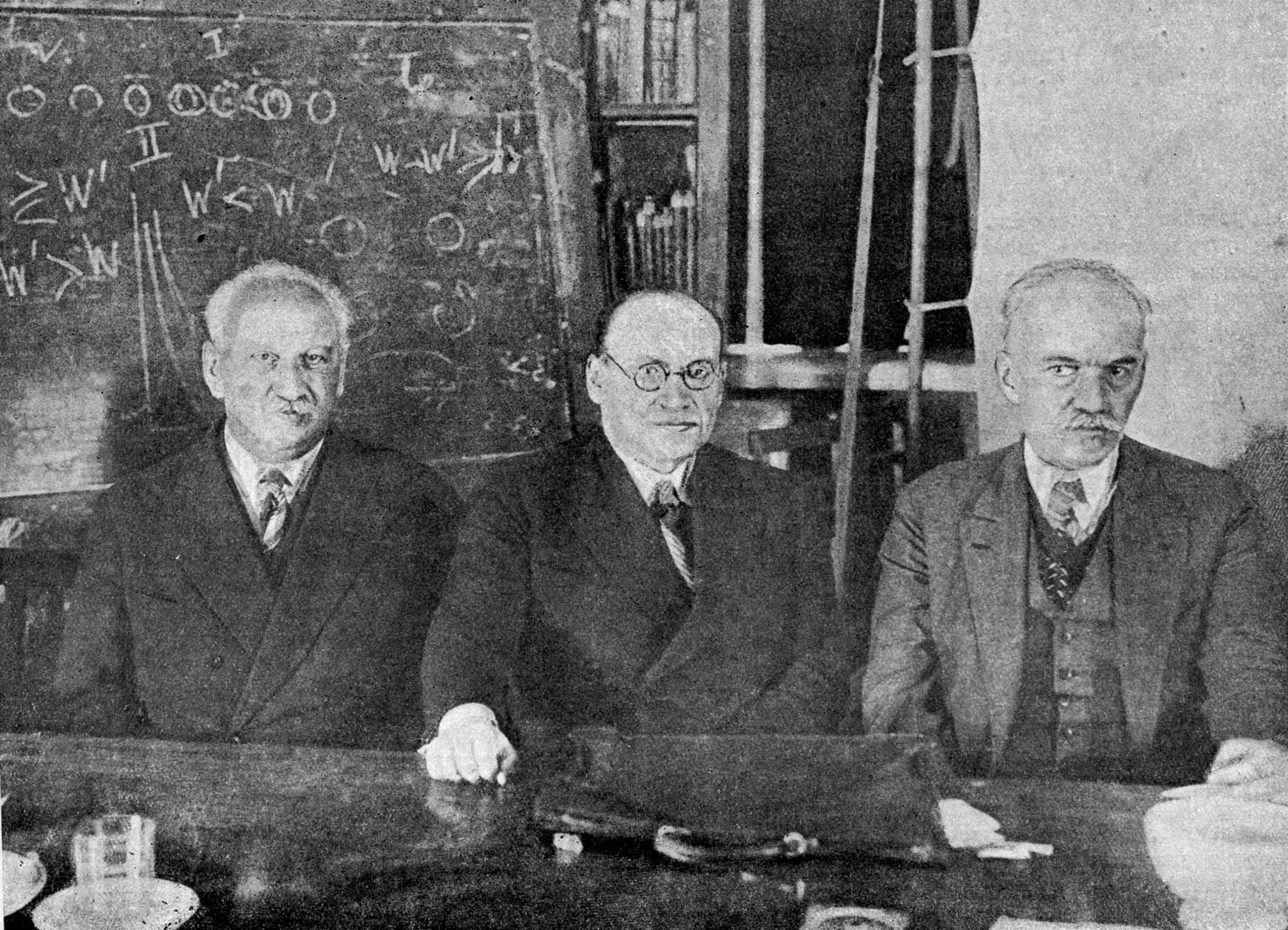
Академіки А. Ф. Йоффе, Я. І. Френкель и О. Г. Гольдман, Київ, 1936 рік